# The Testament of Ann Lee
The Testament of Ann Lee är en brittisk-amerikansk historisk musikal och dramafilm, som har en planerad premiär i augusti 2025 på Filmfestivalen i Venedig. Filmen är regisserad av Mona Fastvold som även skrivit filmens manus tillsammans med Brady Corbet.

## Handling
Ann Lee, grundare av Shakers-rörelsen, utropas till den kvinnliga Kristus av sina anhängare. Filmen skildrar hennes grundande av ett utopiskt samhälle och Shakers religiösa tillbedjan genom sång och dans.

## Rollista (i urval)
- Amanda Seyfried – Ann Lee
- Thomasin McKenzie
- Lewis Pullman
- Stacy Martin
- Tim Blake Nelson
- Christopher Abbott
- Matthew Beard
- Scott Handy
- Viola Prettejohn
- David Cale